# Chaseburg (Wisconsin)
Chaseburg es una villa ubicada en el condado de Vernon en el estado estadounidense de Wisconsin. En el Censo de 2010 tenía una población de 284 habitantes y una densidad poblacional de 118,42 personas por km².

## Geografía
Chaseburg se encuentra ubicada en las coordenadas 43°39′35″N 91°5′56″O / 43.65972, -91.09889. Según la Oficina del Censo de los Estados Unidos, Chaseburg tiene una superficie total de 2.4 km², de la cual 2.38 km² corresponden a tierra firme y (0.86%) 0.02 km² es agua.

## Demografía
Según el censo de 2010, había 284 personas residiendo en Chaseburg. La densidad de población era de 118,42 hab./km². De los 284 habitantes, Chaseburg estaba compuesto por el 96.48% blancos, , el 0.35% eran asiáticos, , el 1.76% eran de otras razas y el 1.41% pertenecían a dos o más razas. Del total de la población el 1.76% eran hispanos o latinos de cualquier raza.